# Mythimna umbrigera
Mythimna umbrigera is een vlinder uit de familie uilen (Noctuidae). De wetenschappelijke naam is voor het eerst geldig gepubliceerd in 1891 door Saalmuller.
De soort komt voor in Europa.